# Per-Erik Eklund
Per-Erik "Pelle" Eklund, född den 22 mars 1963 i Stockholm, är en svensk före detta professionell ishockeyspelare. 

## Spelarkarriär
Per-Erik Eklund startade sin karriär i Stocksunds IF i division 2 åren 1978 till 1981. Han spelade därefter för AIK i Elitserien mellan 1981 och 1985 och vann där SM-guld 1984. Han blev snabbt en av de högst rankade ishockeyspelarna i Elitserien och fick Guldpucken, säsongens främste spelare, 1984 vid endast 21 års ålder.  
Han kom till NHL 1985 och Philadelphia Flyers som hade draftat honom 1983. Han gjorde snabbt succé genom att gå upp i topp i assistligan för rookies med 51 passningar, och slutade på en tredjeplats i målligan för rookies, bakom Kjell Dahlin och Gary Suter.
Under de kommande nio säsongerna utmärkte sig Per-Erik Eklund som en elegant spelförande center. Han kom över 50 målpass vid tre tillfällen. Han blev också uppmärksammad i fair play-statistiken genom att under alla säsonger vara bland de minst utvisade spelarna i NHL. Han nådde 1987 Stanley Cup-finalen och var en av de tongivande i Philadelphia Flyers genom att komma på fjärde plats i skytteligan och med sina 20 assist i slutspelet var han bara passerad av Wayne Gretzky. 
Säsongen 1993–1994 lyckades dock Per-Erik Eklund endast prestera 1 mål och 8 poäng i Philadelphia Flyers, något som gjorde att han under pågående säsong byttes bort till Dallas Stars, där han avslutade sin NHL-karriär.  
Eklund återvände till Elitserien och Leksands IF säsongen 1994–1995. Under denna säsong vann han assistliga och poängligan och erhöll Guldhjälmen, priset till mest värdefulle spelaren i Elitserien. Han spelade fyra säsonger i Leksand innan han avslutade karriären 1998–1999.
Under 2005–2006 arbetade Eklund som assisterande tränare för Leksand. Fram till 2010 arbetade Eklund som talangscout för Montréal Canadiens.

## Utmärkelser
- Guldpucken till säsongens främste spelare i Elitserien 1983–1984
- Guldhjälmen till Elitseriens mest värdefulla ishockeyspelare, framröstad av Elitseriens spelare 1995
- 1984 Svenska All-Star Team
- Främste målgörare 1984 i slutspelet i SM

## Internationellt
Per-Erik Eklund spelade 126 matcher för Tre Kronor. Han deltog i sex VM och blev världsmästare 1991. Han vann brons i OS 1984 och var med i Canada Cup 1984, där Sverige slutade tvåa.

## Statistik

### Klubbkarriär
| 1978–79    | Stocksunds IF       | Div. 2     | 1   | 2   | 0   | 2   | 0   | —  | —  | —  | —  | — |
| 1979–80    | Stocksunds IF       | Div. 2     | 17  | 8   | 2   | 10  |     | —  | —  | —  | —  | — |
| 1980–81    | Stocksunds IF       | Div. 2     | 19  | 13  | 20  | 33  |     | —  | —  | —  | —  | — |
| 1981–82    | AIK                 | Elitserien | 23  | 2   | 3   | 5   | 2   | —  | —  | —  | —  | — |
| 1981–82    | AIK                 | DN Cup     | 4   | 1   | 0   | 1   | 0   | —  | —  | —  | —  | — |
| 1982–83    | AIK                 | Elitserien | 34  | 13  | 17  | 30  | 14  | 3  | 1  | 4  | 5  | 2 |
| 1983–84    | AIK                 | Elitserien | 35  | 9   | 18  | 27  | 24  | 6  | 6  | 6  | 12 | 2 |
| 1984–85    | AIK                 | Elitserien | 35  | 16  | 33  | 49  | 10  | —  | —  | —  | —  | — |
| 1985–86    | Philadelphia Flyers | NHL        | 70  | 15  | 51  | 66  | 12  | 5  | 0  | 2  | 2  | 0 |
| 1986–87    | Philadelphia Flyers | NHL        | 72  | 14  | 41  | 55  | 2   | 26 | 7  | 20 | 27 | 2 |
| 1987–88    | Philadelphia Flyers | NHL        | 71  | 10  | 32  | 42  | 12  | 7  | 0  | 3  | 3  | 0 |
| 1988–89    | Philadelphia Flyers | NHL        | 79  | 18  | 51  | 69  | 23  | 19 | 3  | 8  | 11 | 2 |
| 1989–90    | Philadelphia Flyers | NHL        | 70  | 23  | 39  | 62  | 16  | —  | —  | —  | —  | — |
| 1990–91    | Philadelphia Flyers | NHL        | 73  | 19  | 50  | 69  | 14  | —  | —  | —  | —  | — |
| 1991–92    | Philadelphia Flyers | NHL        | 51  | 7   | 16  | 23  | 4   | —  | —  | —  | —  | — |
| 1992–93    | Philadelphia Flyers | NHL        | 55  | 11  | 38  | 49  | 16  | —  | —  | —  | —  | — |
| 1993–94    | Philadelphia Flyers | NHL        | 48  | 1   | 16  | 17  | 8   | —  | —  | —  | —  | — |
| 1993–94    | Dallas Stars        | NHL        | 5   | 2   | 1   | 3   | 2   | 9  | 0  | 3  | 3  | 4 |
| 1994–95    | Leksands IF         | Elitserien | 32  | 13  | 36  | 49  | 12  | 2  | 0  | 1  | 1  | 4 |
| 1995–96    | Leksands IF         | Elitserien | 29  | 3   | 16  | 19  | 6   | 4  | 1  | 0  | 1  | 2 |
| 1996–97    | Leksands IF         | Elitserien | 36  | 6   | 15  | 21  | 10  | 9  | 2  | 5  | 7  | 4 |
| 1997–98    | Leksands IF         | Elitserien | 38  | 8   | 18  | 26  | 18  | 4  | 1  | 0  | 1  | 2 |
| 1998–99    | Leksands IF         | Elitserien | 37  | 8   | 17  | 25  | 10  | 4  | 1  | 2  | 3  | 4 |
| NHL totalt | NHL totalt          | NHL totalt | 594 | 120 | 335 | 455 | 109 | 66 | 10 | 36 | 46 | 8 |

### Internationellt
| År            | Lag           | Turnering     |    | Matcher | Mål | Assist | Poäng | Utv |
| ------------- | ------------- | ------------- | -- | ------- | --- | ------ | ----- | --- |
| 1981          | Sverige       | JEM           | 4  | 0       | 0   | 0      | 4     |     |
| 1982          | Sverige       | JVM           | 6  | 1       | 3   | 4      | 2     |     |
| 1983          | Sverige       | JVM           | 7  | 5       | 1   | 6      |       |     |
| 1984          | Sverige       | OS            | 7  | 2       | 6   | 8      | 0     |     |
| 1984          | Sverige       | CC            | 8  | 1       | 1   | 2      | 0     |     |
| 1985          | Sverige       | VM            | 10 | 2       | 4   | 6      | 2     |     |
| 1986          | Sverige       | VM            | 4  | 2       | 1   | 3      | 4     |     |
| 1990          | Sverige       | VM            | 10 | 1       | 7   | 8      | 4     |     |
| 1991          | Sverige       | VM            | 10 | 1       | 3   | 4      | 2     |     |
| 1995          | Sverige       | VM            | 8  | 1       | 2   | 3      | 0     |     |
| 1996          | Sverige       | VM            | 6  | 0       | 3   | 3      | 4     |     |
| Junior totalt | Junior totalt | Junior totalt | 17 | 6       | 4   | 10     | 6     |     |
| Senior totalt | Senior totalt | Senior totalt | 63 | 10      | 36  | 46     | 16    |     |